# Friedrich Herlin

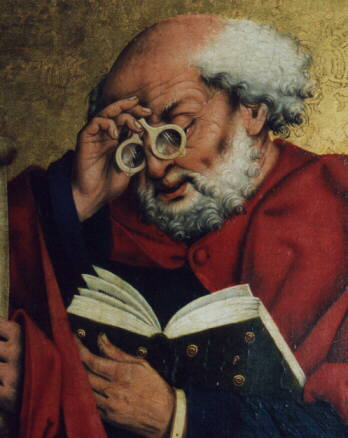
Św. Piotr czytający (1466)

Friedrich Herlin (ur. ok. 1430 w Rothenburg ob der Tauber, zm. w 1500 w Nördlingen) – niemiecki malarz późnego gotyku. 
Od 1459 działał w Nördlingen. W 1467 uzyskał obywatelstwo miasta. Tam w  l. 1462-65 powstało jego główne dzieło - ołtarz skrzydłowy do kościoła św. Jerzego ze scenami z życia Matki Boskiej, św. Jerzego i Marii Magdaleny (obecnie w Städtisches Museum w  Nördlingen). Wykonał także obrazy ołtarzowe dla kościołów w Kaisheim (ok. 1461), św. Jakuba w Rothenburgu (1466-67) i św. Błażeja w  Bopfingen (1472). 
Prawdopodobnie odbył podróż do Niderlandów. Na jego twórczość silny wpływ wywarł Rogier van der Weyden. 

## Wybrane dzieła
- Maria Magdalena umywająca nogi Chrystusowi -  1462-65, Städtisches Museum, Nördlingen
- Donator Jakob Fuschart i jego synowie (z ołtarza św. Jerzego) -  1462-65, 88 x 66 cm, Städtisches Museum, Nördlingen
- Żona Jakoba Fuchsarta i jej córki (z ołtarza św. Jerzego) -   1462-65, 88 x 66 cm, Städtisches Museum, Nördlingen

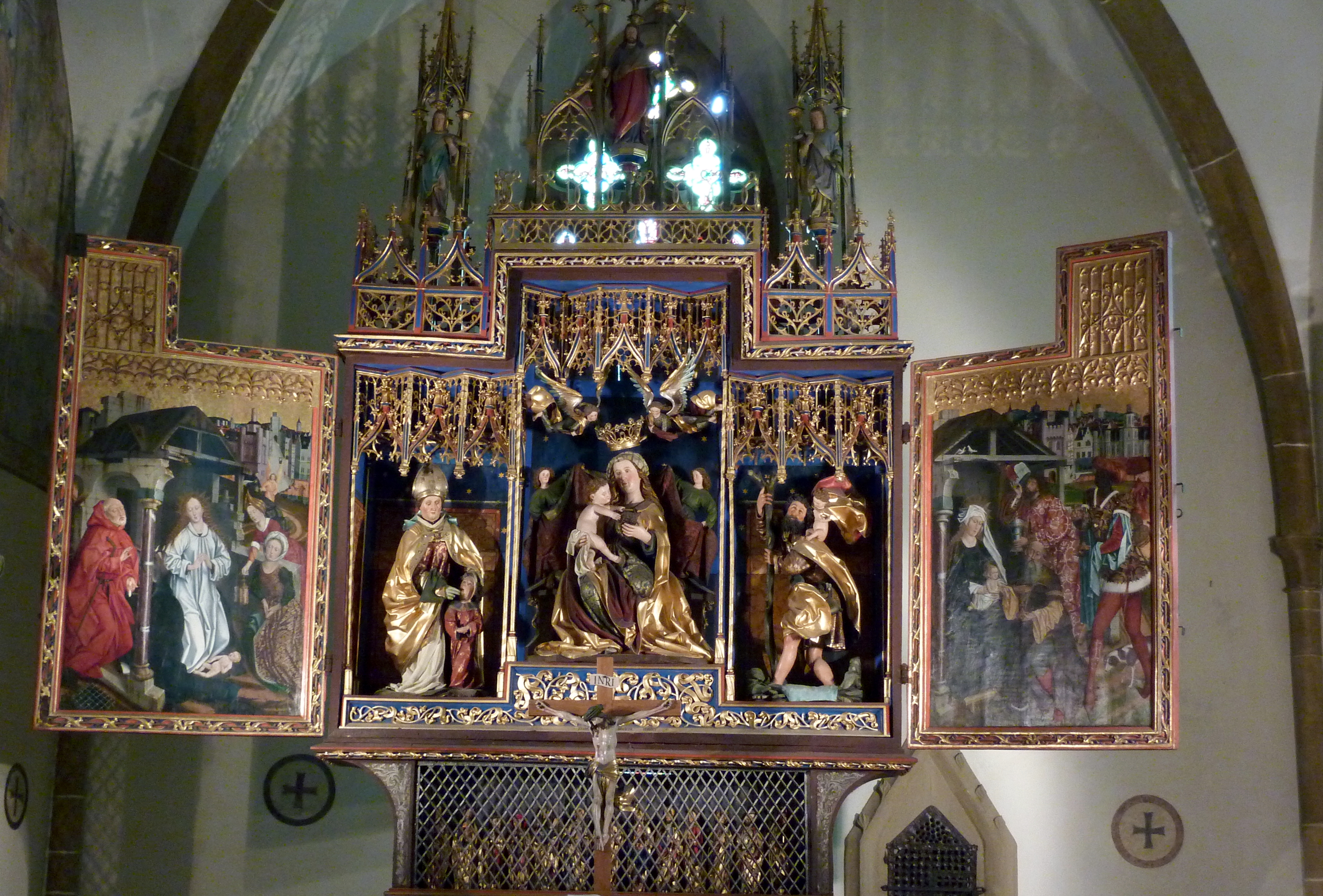
Ołtarz w kościele św. Błażeja w Bopfingen (1472)